# Ju 290 (航空機)
ユンカース Ju 290
Ju 290 A-4（製造番号：0165）
- 用途：哨戒機、爆撃機
- 製造者：ユンカース
- 運用者： ドイツ国（ドイツ空軍、ルフトハンザドイツ航空）
- 初飛行：1942年7月16日（Ju 290 V1）
- 生産数：65機
- 運用開始：1942年8月

Ju 290 は、ドイツのユンカース社で製作され、第二次世界大戦中ドイツ空軍で使用された4発の輸送機/哨戒機である。大戦前に民間旅客機として開発されたJu 90を大幅に改良した機体が原型で当初は洋上哨戒機として開発されたが、大型輸送機を要望する空軍の意向により輸送任務で使用されることになった。その後Fw 200の後継機として本機が選ばれ偵察・爆撃型の生産が始まったが、戦局の悪化による資材不足や工場の被爆により少数機しか完成しなかった。本機をベースにした高高度偵察・爆撃機も試作されたが、戦局の悪化により開発中止となった。

## 設計と開発

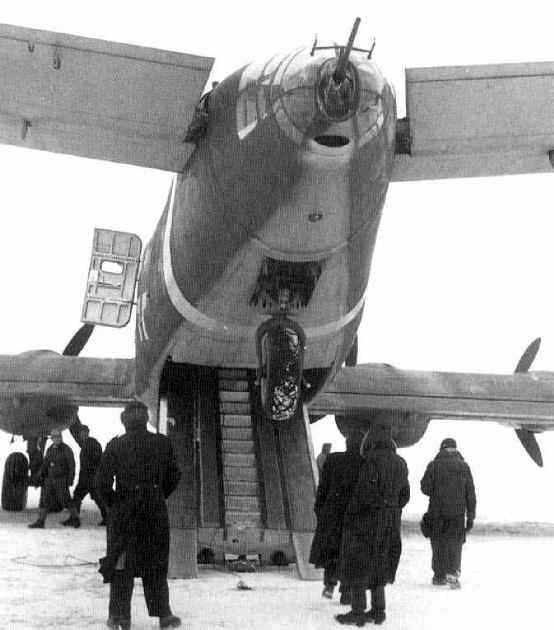
トラポクラッペ ランプを開いたユンカース Ju 290

ユンカース Ju 290は、軍事目的用に評価されたJu 90 旅客機から直接派生した航空機であり、1942年の時点でヨーロッパ周辺の「限られた海域」上空でイギリス空軍に遭遇した場合にその低速と脆弱性を露呈するようになっていたFw 200 コンドルを代替することを目的としていた。また、大型の輸送機の要求を満たす機体とも意図されていた。爆撃機型のA-8が計画されたが、製造はされなかった。
開発作業はJu 290V1試作機（製造番号：290000001、Stammkennzeichen of BD+TX）として完成し、1942年7月16日に初飛行を行った。この機体は延長された胴体、より強力なエンジンと油圧作動の「トラポクラッペ」（Trapoklappe）後部ローディング・ランプを備えていた。V1号機と最初の8機の量産型A-1は無武装の輸送機で、大型輸送機が切望されていたためA-1は完成し次第就役していった。
1943年初めにはスターリングラードへの空輸に参加した1機とチュニジアのドイツ国防軍への物資の空輸に従事していた2機を含む数機が失われ、本機の武装化が優先課題とされた。
Ju 290は長距離洋上哨戒任務に早急に必要とされ、これも優先事項とされてJu 290A-2が製作された。3機のA-1が生産ライン上でA-2仕様に改装されたが、必要な改修箇所や強力な防御武装を施す作業により作業の進捗は遅かった。A-2は、FuG 200 「ホーエントヴィール」（Hohentwiel）低UHFバンドの捜索レーダーと20 mm MG 151 機関砲を装備した背面銃塔を備えていた。「ホーエントヴィール」レーダーは、高度499 m (1,640 ft)で80 km (50 mi)、999 m (3,280 ft)で100 km (62 mi)までの距離の連合国船団の位置を把握するのに有効であった。これにより、あらゆる対空砲火の射程範囲外から十分な間合いをとって船団を追尾することが可能であった。
すぐ後にA-3が追加の航法装置と、20 mm MG 151 機関砲を装備した油圧作動式のHDL 151銃塔を背面に2基、機首下面のゴンドラに20 mm MG 151 機関砲と13 mm MG 131 機関銃、機尾にうつ伏せになった銃手が操作する20 mm MG 151 機関砲、更に胴体側面の銃座（Fensterlafetten）に2丁の13 mm MG 131 機関銃といった恐らく第2次世界大戦中の機体で最も強力な防御武装を施されて続いた。A-2と同様にA-3も胴体内に大容量の補助燃料タンクを備えていた。両型共に必要な場合に輸送機として使用できるように機体後部のローディングランプは残されていた。
改良型のA-7が1944年春に現れ、13機が完成しそのうち10機がFAGr 5（第5長距離偵察飛行隊）に配備された。何機かのA-7とA-4には前方からの攻撃に備えて機首に20 mm MG 151 機関砲を装備した取り外し式の銃塔が取り付けられた。A-5とA-7は対艦ミサイルの母機とすることが意図されていたので爆弾は搭載しなかった。
実戦用の機体の生産ラインがプラハのレトフ航空機工場に設置された。哨戒任務用に捜索レーダーを装備したJu 290 A-2から生産が開始され、本命のA-5に先立って武装が異なる小改良型のA-3とA-4が生産された。A-6は50名を搭乗させることのできる輸送機であった。

## 運用の歴史

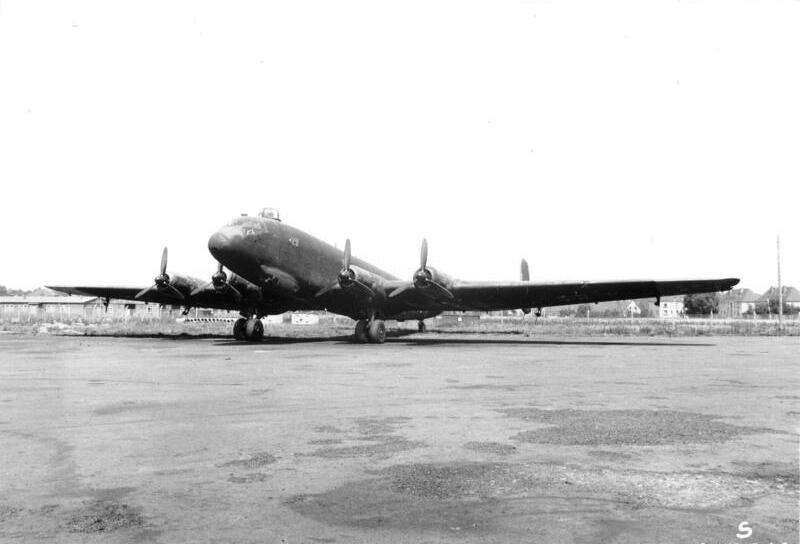
ユンカース Ju 290 A-3

特殊長距離偵察飛行隊のFAGr 5 (Fernaufklärungsgruppe 5)が1943年7月1日に編成され、1943年晩夏には3機の新造のJu 290 A-2が第1飛行中隊に配備された。この部隊は、その年の10月15日からボルドー近郊のモン＝ド＝マルサンで実働状態に入った。彼らの最初の作戦任務は1943年11月に行われ、Uボートと協力して連合国の輸送船団を追尾して、時には最長18時間も滞空した。
続いて、より強力なBMW 801Dエンジンを装備したJu 290 A-3が5機、20 mm MG 151/20 機関砲を装備した改良型の背面銃塔を取り付けたJu 290 A-4が同じく5機製造された。Ju 290は哨戒任務にはうってつけの機体であり、Fw 200 コンドルと入れ替わり始めた。製造番号：0165のA-4にはFX 1400、ヘンシェル Hs 293とHs 294ミサイル用の懸架装置とFuG 203eレーダーが実験的に取り付けられた。この機体は戦後に米軍に投降し、自力で大西洋を横断して米国まで飛行した。
1943年11月に2番目の飛行中隊が実働状態に入り、6,100 km (3,790 mi) 以上の航続距離を持つJu 290は大西洋の遥か遠くまで進出してUボートへ連合国輸送船団の探知情報を中継した。増加の防御装甲、胴体側面に初期の機関銃の代わりに20 mm MG 151/20 機関砲と自動防漏式燃料タンクを装備した11機のJu 290 A-5と同様に3基のHs 293 滑空爆弾かフリッツX対艦ミサイル用の懸架装置と20 mm 機関砲とFuG 200レーダー用アンテナを組み込んだ再設計された機首を装備したA-7が約12機が1944年の初めにFAGr 5へ配備された。
1943年の末に向けてデーニッツ提督は、Uボートの作戦活動に振り向けられるJu 290の戦力全てを要求したが、この目的にはたった20機しか割り当てられなかった。ヒトラーとデーニッツの両人が戦力の増強を要求したが、「ドイツ空軍」参謀本部はこれ以上を海軍の偵察任務に割り当てることはできないと宣言した。参謀本部は、これ以上「ドイツ空軍」が「全般的な装備での優先度」を認められないところまで割り当て分は増加していると抗議した。
1944年春にアルベルト・シュペーアが航空戦力の生産管理を引き継ぐと、洋上哨戒の緊急の必然性が存在するにもかかわらずドイツ空軍最高司令部はJu 290を生産停止にする予定であると表明した。この生産停止の代わりにそれらの資源は戦闘機の生産に振り向けられることを意味していた。その時点でシュペーアの立場は弱くヘルマン・ゲーリングはシュペーアの力を奪い取るための協力者を探そうとしており、「ドイツ空軍」が海軍に提供できるものとして「好意」以上のものは用意されていなかった。
1944年8月にドイツ軍がフランスの基地を失うと大西洋の戦いは決定的に連合国側に有利となり、洋上哨戒部隊のFAGr 5は東部へ移動した。残存のJu 290は輸送任務に振り向けられるか、敵の前線背後に工作員を降下させたりその他特殊任務で使用する第200爆撃航空団（KG 200）へ移管された。
「ルフトハンザ航空機長のSluzalek」が操縦する「ルフトハンザドイツ航空」のJu 290 A-5（製造番号：0178、登録記号：D-AITR）バイエルン号が1945年4月5日にバルセロナに飛来した。この機は着陸時に降着装置を破損し、ルフトハンザのFw 200が運んできた補修部品で修理された。スペイン政府がルフトハンザの定期空路であるK22空路を4月21日以降は閉鎖したためこの機体はスペインに留め置かれ、スペイン当局へ引き渡された。

### 日本への飛行
1941年6月のソ連侵攻後、超長距離飛行用に改造した「ルフトハンザ航空」の機体を使用したドイツと日本を結ぶ連絡飛行が計画された。「ルフトハンザ航空」の極東への商業飛行は既に不可能となっており、船舶やUボートを使用しての海路での航行は非常に危険な状況になっていた。エアハルト・ミルヒ元帥は、この直通飛行の可能性評価の研究を承認した。ドイツ占領下のロシア、ブルガリアといった出発地点が考慮されたが、最終的に北極海を渡る大圏コースを辿り、シベリア東部を横切り、満州で燃料補給をしてから日本へ至る飛行の出発地点にはフィンランド北部のイナリ湖近郊のNautsiが選ばれた。
1943年にこの飛行用にJu 290が選定され、1944年2月に45トンの燃料と貨物を搭載したJu 290 A-5（製造番号：0170、登録記号：KR+LA）によるテストが開始された。1943年3月に3機のJu 290 A-9（製造番号：0182、0183、0185）がユンカースの工場で長距離飛行用に改装された。最終的にこの計画は、シベリア領空を飛行することでソビエト連邦を刺激したくない日本側が飛行コースに同意しなかったために無期延期となり、この3機はKG200に配備された。1944年中に0182はロシアでの戦闘で失われ、0183はトラフェミュンデで破壊され、0185はロシアでの任務後に修理不能となった。
日本への飛行計画は1944年12月に復活し、その主要な任務は東京のドイツ空軍駐在武官の交代のためにウルリッヒ・ケスラー（Ulrich Kessler）将軍を運ぶことであった。Ju 290 A-3（製造番号：0163）が必要な改修のためにトラフェミュンデに運ばれたが、作業が遅れたことでケスラーは潜水艦U-234に乗って日本へ向かうことが決まった。この機体は1945年3月に英国軍が到着したときに破壊された。

## 派生型

### ヒトラー専用機
1943年11月26日に製造番号：0170のJu 290 A-5がその他多くの新型機や試作機と共に東プロイセンのインステルブルクでアドルフ・ヒトラーに披露された。ヒトラーはこの機の能力に感銘を受け、ゲーリングに自身の専用機にJu 290を所望した。しかし、総統飛行中隊（Fliegerstaffel des Fuehrers、FdF）には、1944年遅くになって元は洋上哨戒部隊FAGr 5の所属機だった製造番号：0192のA-7がようやく割り当てられた。1945年2月にFdFの拠点があったバイエルンのペッキングで改装作業が完了し、登録記号：KR+LWが与えられた。ヒトラー専属パイロットのハンス・バウアがテスト飛行を行ったが、ヒトラーがこの機に乗ることは無かった。
この機体の客室前部には12 mmの装甲と50 mm厚の防弾ガラスに守られたヒトラー用の特別な個室が設けられていた。床には緊急脱出用のハッチが設けられ、ヒトラーの座席にはパラシュートが組み込まれており、緊急の際はヒトラーがパラシュートを着けてからレバーを引くとハッチが開き、そこから脱出するように考えられていた。この機構は等身大のマネキンを使用してテストされた。
ハンス・バウアは1945年3月24日にこの機体でミュンヘン＝リーム飛行場へ飛んだが、着陸すると直ぐに空襲警報が鳴り響いた。ハンガーの中に駐機するとバウアーは自宅へ帰った。飛行場に戻ってくるとバウアーはハンガーと機体の両方が米軍の爆撃機の攻撃により破壊されたことを知った。

### アメリカ爆撃機
長大な航続距離を有するJu 290はアメリカ爆撃機計画には格好の候補機であり、更に航続距離を増した試作機がJu 390として発注された。ドイツが内陸部に押し込まれ海洋へ進出する足掛かりを失ったため、1944年10月に全ての製造作業は中止された。

## 戦後

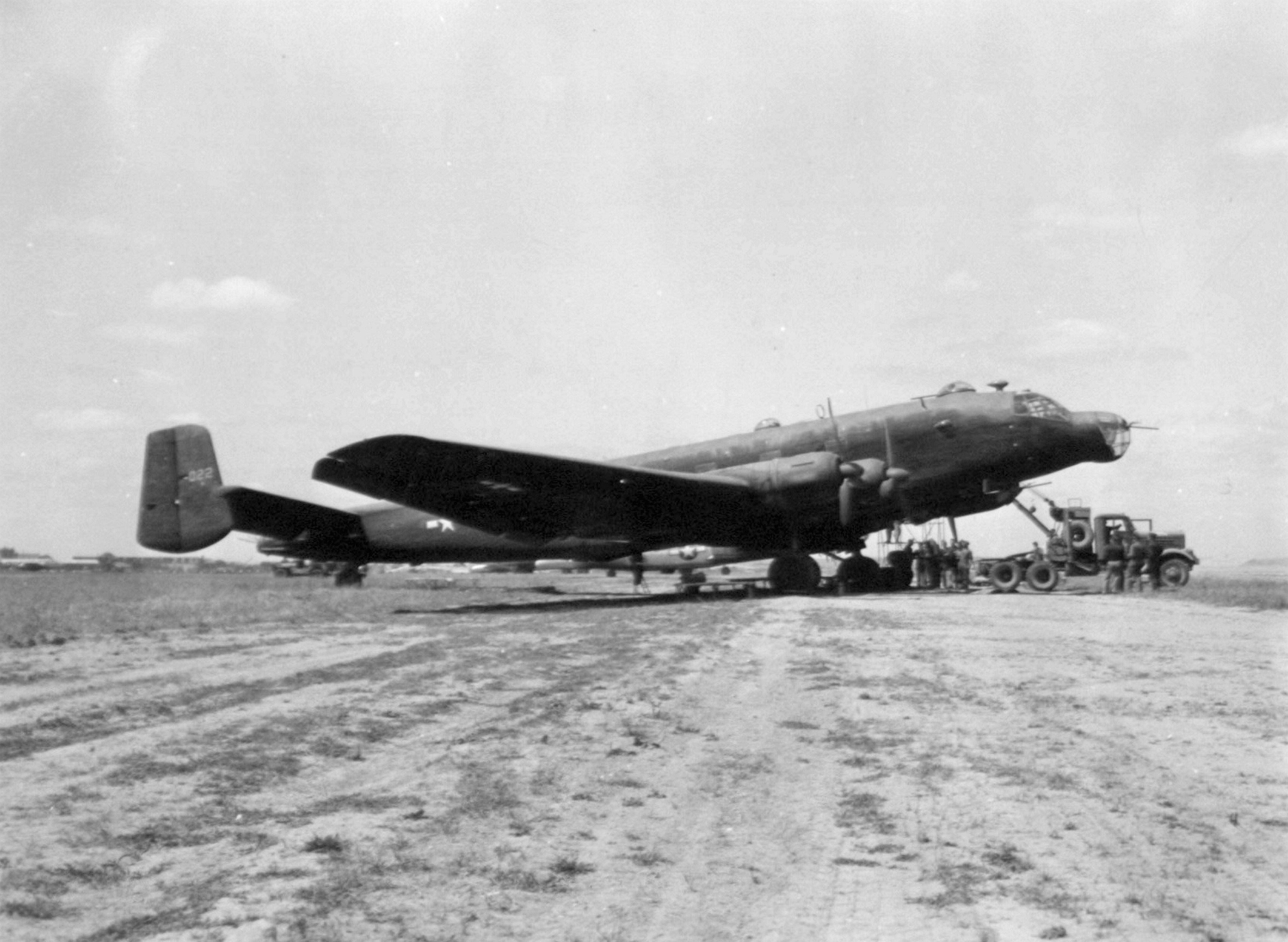
戦後に米軍の標識を付けたユンカース Ju 290 A-4 Alles Kaputt

数機のJu 290が戦争を生き延び、最終的に連合国は少なくとも3機の評価を行った。
- FX 1400、ヘンシェル Hs 293とHs 294ミサイル用の懸架装置とFuG 203eレーダーを装備した製造番号：0165のJu 290 A-4が米軍に投降し、Alles Kaputtと改名され登録記号：FE 3400を与えられハロルド・E・ワトソン（Harold E. Watson）大佐の操縦でパリのオルリー空港からアゾレス諸島を経由して1945年7月28日にライト・フィールドに到着した。再度ドイツ空軍の標識をつけられたこの鹵獲機はフリーマン・フィールドやライト・フィールドで催された航空ショーで度々展示された。1946年にライト・フィールドでこの機体がスクラップにされたときに主翼内の燃料タンクの近くでドイツ製のプラスチック爆薬が発見された[9]。

- バルセロナで抑留されたA-5（製造番号：0178）「ルフトハンザ航空」の「バイエルン」はスペインにより押収され、最終的には1950年4月29日から1956年7月26日までスペイン空軍でサラマンカにある上級飛行学校に於いて人員輸送用の政府所有輸送機として使用された。この機体は事故を起こした後、部品不足により1957年5月に廃棄処分にされた[4]。

- 高高度試作機Ju 290 B-1用に用意された部品を使用して1946年にチェコスロバキアのレトフ航空機工場で最後のJu 290が製造された。この機体は40から48名乗り（ソースにより様々）の輸送機として完成し、レトフ L-290 「オレル」（"Orel"、鷲）と命名された。L-290 は旅客機として提案されたが、適切な内装装備を備えていなかったことと十分な数のBMWエンジンが入手できなかったために採用されなかった[10]。

## 運用
チェコスロバキア
- チェコスロバキア国営航空が戦後に１機をLetov L.290 Orelとして運用。

 ドイツ国
- ドイツ空軍
- ルフトハンザドイツ航空

 スペイン
- スペイン空軍が戦後に元「ルフトハンザ」の機体を１機運用。

## スペック
- 全長： 28.64 m
- 全幅： 42.00 m
- 全高： 6.83 m
- 翼面積： 203.6 m2
- 全備重量： 44,970 kg
- 自重： 40,970 kg
- エンジン： BMW 801D 空冷14気筒 1,700 hp × 4
- 最大速度： 440 km/h (5800 m)
- 上限高度： 6,000 m
- 上昇時間： 1,900 mまで9.8分
- 航続距離： 5,950 km
- 武装
  - 20 mm MG 151/20 機関砲 ×2 (背部銃塔)
  - 20 mm MG 151/20 機関砲 ×1 (尾部)
  - 20 mm MG 151/20 機関砲 ×2 (胴体中央部)
  - 20 mm MG 151/20 ×1 (ゴンドラ)
  - 13 mm MG 131 機関銃 ×2 (ゴンドラ)
- 乗員： 9名

### 参考書籍
- Kössler, Karl (1993). Die großen Dessauer: Junkers Ju 89, Ju 90, Ju 290, Ju 390 – Die Geschichte einer Flugzeugfamilie. Berlin: Aviatic-Verlag. ISBN 3925505253
- Green, William. Warplanes of the Third Reich. London: Macdonald and Jane's Publishers Ltd., 1970. ISBN 0-356-02382-6.
- Hitchcock, Thomas H. Junkers 290 (Monogram Close-Up 3). Boylston, MA: Monogram Aviation Publications, 1975. ISBN 0-914144-03-0.
- Nowarra, Heinz J. Junkers Ju 290, Ju 390 etc.. Atglen, PA: Schiffer Military History, 1997. ISBN 0-7643-0297-3.
- Smith, J.Richard. and Kay, Anthony. German Aircraft of the Second World War. London: Putnam and Company, Ltd., 1972. ISBN 0-370-00024-2.
- Thurner, P.St. John and Nowarra, Heinz J. Junkers, an Aircraft Album. New York: ARCO Publishing Company, Inc., 1971. ISBN 0-668-02506-9.
- Sweeting, C.G.; Walter J. Boyne (2001). Hitler's Squadron: The Fuehrer's Personal Aircraft and Transport Unit, 1933-45. Brassey's. ISBN 1574884697
- Sweeting, C.G. (2001). Hitler's personal pilot: the life and times of Hans Baur. Brassey's. ISBN 1574884026